# Agha Hasan Abedi
Agha Hasan Abedi (Lucknow, 14 maggio 1922 – Karachi, 6 agosto 1995) è stato un banchiere pakistano, fondatore della Bank of Credit and Commerce International (BCCI) liquidata nel 1991 dopo aver compiuto una delle maggiori frodi al mondo. Prima della sua morte, è stato condannato per frode a otto anni di carcere dalla Corte degli Emirati Arabi Uniti..
Abedi fondò anche la United Bank Limited. Nel 1988 fu sottoposto ad un trapianto di cuore e morì per un attacco cardiaco il 5 agosto 1995 a Karachi.

## Biografia
Agha Hasan Abedi nacque a Lucknow, nell'India britannica, da una famiglia della classe media con membri che furono consiglieri e cortigiani del Nawab di Awadh. Ha conseguito il master in letteratura inglese e la laurea in giurisprudenza presso la Lucknow University. Abedi emigrò in Pakistan dopo la creazione del Pakistan nel 1947.
Abedi ha iniziato la sua carriera all'età di 24 anni quando è entrato a far parte di Habib Bank Limited.

### United Bank Limited (UBL)
Nel 1959, Abedi fondò la United Bank Limited (UBL) e ne fu il primo presidente. Sotto la sua gestione, UBL divenne la seconda banca più grande del Pakistan. Abedi ha introdotto il concetto di servizio personalizzato e supporto bancario al commercio e all'industria, prestando particolare attenzione alle operazioni all'estero della banca. Tra i primi a comprendere le opportunità offerte dal boom petrolifero nel Golfo Persico, Abedi ha aperto la strada a una stretta collaborazione economica nel settore privato tra Pakistan ed Emirati Arabi Uniti (EAU). Il presidente degli Emirati Arabi Uniti, lo sceicco Zayed bin Sultan Al Nahyan, ha esteso il suo patrocinio alle operazioni UBL sia in Pakistan che all'estero.

### Bank of Credit and Commerce International (BCCI)
Nel 1972, Abedi ha avviato la Bank of Credit and Commerce International (BCCI) inizialmente con un finanziamento di soli 2,5 milioni di dollari. Per un decennio, è stata una banca in rapida crescita nel mondo, diventando di proprietà (al 77%) del presidente degli Emirati Arabi Uniti. Al suo apice, aveva operazioni in più di settanta paesi e aveva circa 1,3 milioni di depositanti.
Nel 1988, se ne andò a causa di cattive condizioni di salute.
Nel luglio 1991, venne scoperto dalle autorità di regolamentazione internazionali che la banca era coinvolta in una massiccia frode e riciclaggio di denaro per i cartelli della droga colombiani, l'organizzazione Abu Nidal e la CIA.  Successivamente, i suoi beni sono stati sequestrati.
Registrata in Lussemburgo, la BCCI ha iniziato la sua attività da una sede centrale di due stanze a Londra. Si è sviluppata in un'operazione bancaria mondiale con filiali in 72 paesi e 16.000 dipendenti. Abedi è stato personalmente responsabile del coinvolgimento di un gran numero di pakistani nel campo del settore bancario internazionale; inoltre quasi l'80% delle posizioni dirigenziali di vertice della BCCI presso la sede centrale e nelle filiali in vari paesi erano detenute da pakistani. "È stata fondata dal carismatico Agha Hasan Abedi nel 1972, sostenuta da investitori mediorientali e gestita principalmente dagli asiatici del sud".  Abedi interruppe il suo legame con la BCCI nel 1990 dopo aver subito un infarto e condusse una vita in pensione a Karachi fino alla sua morte per insufficienza cardiaca all'ospedale Aga Khan di Karachi nel 1995.

### Condanna
Al momento della sua morte, Abedi era sotto accusa penale in numerosi paesi per crimini legati alla BCCI. Tuttavia, i funzionari pakistani si sono rifiutati di consegnarlo per l'estradizione, sostenendo che le accuse erano politicamente motivate. Oltre a questo, è probabile che sarebbe stato troppo malato per essere processato. Era in cattive condizioni di salute da quando aveva subito un ictus a metà degli anni 1980.